# Troupes ferroviaires russes
Les troupes ferroviaires des forces armées russes (russe : Железнодорожные войска ВС России) représentent la composante militaire ferroviaire au sein de la force de soutien logistique des forces armées russes. Ils participent à assurer la défense de la Russie. Les troupes ferroviaires exécutent les tâches des services ferroviaires (préparation, construction, reconstruction et protection des intérêts des chemins de fer). C'est la plus ancienne force de ce type au monde, créée en 1851, en tant qu'unité du corps du génie de l'armée impériale russe. La fête professionnelle des troupes est célébrée le 6 août.

## Histoire
Les troupes ferroviaires sont créées pour la première fois le 6 août 1851 par décret de l'empereur Nicolas Ier. Conformément au document « règlement sur la gestion du chemin de fer Saint-Pétersbourg - Moscou », il est formé par 14 sociétés distinctes de militaires, 2 sociétés de conducteurs et 1 société de télégraphie. Le nombre total atteint 4 340 personnes.
La tâche des premières unités ferroviaires militaires était de soutenir les conditions de travail des voies ferrées, des passages à niveau, des ponts et leur protection. Le chemin de fer devint une partie du Corps des ingénieurs depuis sa création en 1870. D'abord, sous la forme d'équipes de train, et depuis 1876 – des bataillons de chemin de fer. Les chemins de fer faisaient partie du Corps des ingénieurs jusqu'en 1908 inclus. Ils sont alors isolés dans une catégorie à part et font l'objet de messages de service militaire (Communications militaires de l'Armée rouge, VOSO) de l'état-major général.
Pendant la guerre russo-turque de 1877-1878, l'état-major a fourni un approvisionnement continu à l'armée russe le long des voies ferrées spécialement construites par la force, y compris la route Bender - Galați. Pendant la Première Guerre mondiale, le personnel des unités construit environ 300 kilomètres de voies ferrées à voie large et jusqu'à 4 000 kilomètres de voies ferrées, rétablit plus de 4 600 kilomètres de voies et près de 5 000 kilomètres de lignes téléphoniques et télégraphiques associées aux voies ferrées.

## Unités (2017)
- 5e brigade ferroviaire mixte (Abakan)
- 7e brigade ferroviaire mixte (Komsomolsk-sur-l'Amour)
- 9e brigade ferroviaire mixte (Syzran)
- 29e brigade ferroviaire mixte (Briansk)
- 34e brigade ferroviaire mixte (Riazan)
- 37e brigade ferroviaire mixte (Nevinnomyssk, Gueorguievsk)
- 38e brigade ferroviaire mixte (Vologda)
- 39e brigade ferroviaire mixte (Krasnodar)
- 43e brigade ferroviaire mixte (Iekaterinbourg)[4]
- 48e brigade ferroviaire mixte (Omsk)
- 50e brigade ferroviaire mixte (Svobodny)
- 333e brigade ferroviaire mixte (Volgograd)
- 118e bataillon de pontons ferroviaires mixte (Khabarovsk)[5]
- 333e bataillon de pontons ferroviaires mixte (Volgograd)

## Équipement
Les troupes ferroviaires disposent de machines et d'outils complexes et performants, d'une conception et d'équipements avancés pour la réhabilitation et la construction de voies ferrées. Le complexe comprend :
- machines à chenilles
- matériel de battage et de dynamitage
- ponts roulants
- grues ferroviaires[6]
- structure et support pliables
- chevalet pliable d'inventaire
- équipements spécialisés ponts flottants
- Trains blindés